# Новая гуманитарная школа
Новая гуманитарная школа — одно из негосударственных средних учебных заведений столицы России, города Москвы. Школа находится в московском Северном административном округе, в районе Аэропорт.

## История
Школа основана в 1992 году, в том же году получила грант Фонда Сороса за образовательный проект.

## Современное состояние
Является победителем III Международной Олимпиады школ развивающего обучения, экспериментальной площадкой таких организаций, как Институт теории и истории педагогики Российской академии образования и Федерального института развития образования Министерства образования РФ. Базовая школа Государственного университета «Высшая школа экономики». Сотрудники школы, Богин Василий Георгиевич и Ильясова Анастасия Борисовна являются членами Межрегиональной тьюторской ассоциации.
По данным журналиста газеты The New York Times Клиффорда Леви, стоимость годового обучения одного ученика в школе составляет около 10 000 долларов США, что делает его слишком дорогим для большинства москвичей. В то же время клиентами школы журналист называет не богачей, а жителей Москвы выше среднего класса, которые искренне заинтересовались методикой обучения, предложенной господином Богиным. Ещё в одной статье, которую газета посвятила визиту В. Г. Богина в Нью-Йорк, отмечалось его пристальное внимание к оценке учителей и их методики обучения, что, как правило, не принято в США.  

## Руководители школы
С момента основания и до сих пор директор школы — Василий Георгиевич Богин, с 1991 года являющийся научным сотрудником Института теории и истории педагогики Российской академии образования. В 1994 году стал одним из авторов-руководителей проекта «Гуманитаризация начальной школы в Российской Федерации».